# Eunidia angolana
Eunidia angolana là một loài bọ cánh cứng trong họ Cerambycidae.